# Рокштет
Рокштет (њем. Rockstedt) општина је у њемачкој савезној држави Тирингија. Једно је од 50 општинских средишта округа Кифхојзер. Према процјени из 2010. у општини је живјело 253 становника. Посједује регионалну шифру (AGS) 16065058.

## Географски и демографски подаци
Рокштет се налази у савезној држави Тирингија у округу Кифхојзер. Општина се налази на надморској висини од 230 метара. Површина општине износи 4,9 km². У самом мјесту је, према процјени из 2010. године, живјело 253 становника. Просјечна густина становништва износи 51 становника/km².